# Kératine bêta
La kératine β est un énantiomère de la kératine α. Elle est, par sa structure, plus rigide que cette dernière. On ne trouve cette kératine que chez les archosauriens, et donc les oiseaux et les reptiles. La kératine β imprègne la stratum corneum de la peau des reptiles, la rendant imperméable et résistante aux attaques de l'extérieur.